# Aleksandar Trifunović (cestista)
Aleksandar Trifunović (in serbo Александар Трифуновић?; Belgrado, 30 maggio 1967) è un allenatore di pallacanestro ed ex cestista jugoslavo, dal 2006 serbo.

## Palmarès

### Giocatore
- YUBA liga: 2

Stella Rossa Belgrado: 1992-93, 1993-94

### Allenatore
- Campionato lituano: 1

Žalgiris Kaunas: 2011-12
- Coppa di Lituania: 1

Žalgiris Kaunas: 2012
- Lega Baltica: 2

Lietuvos rytas: 2006-07
Žalgiris Kaunas: 2011-12